# Paulin J. Hountondji
Paulin Jidenu Hountondji (Abidjan, 11 de abril de 1942 — Cotonu, 2 de fevereiro de 2024) foi um filósofo, político e acadêmico beninense. Desde os anos 1970, lecionava na Universidade do Benim, em Cotonou, onde foi professor de filosofia. No início dos anos 1990, atuou brevemente como ministro da Educação e ministro da Cultura e Comunicações no governo do Benim.

## Formação e atuação
Estudou na Escola Normal Superior de Paris, Paris, graduando-se, em 1966, e fazendo doutorado, em 1970, (sua tese foi sobre Edmund Husserl). Depois de dois anos ensinando em Besançon (França), em Kinshasa e Lubumbashi (República Democrática do Congo), ele aceitou um cargo na Universidade do Benim, em Cotonou, onde lecionou como professor de filosofia.
Sua carreira acadêmica foi interrompida, no entanto, por um período na política. Tendo sido um crítico proeminente da ditadura militar que havia governado seu país, se envolveu no retorno do Benim à democracia, em 1992, e atuou no governo como ministro da Educação e ministro da Cultura e Comunicações até sua renúncia e retorno ao Universidade, em 1994.
Foi diretor do Centro Africano de Estudos Avançados em Porto Novo, Benim, e atuou como professor de Ciências Humanas Bingham de 1 de agosto de 2008 a 31 de dezembro de 2008 na Universidade de Louisville, em Louisville, nos Estados Unidos.
Em 1999, foi homenageado com um prêmio Prince Claus do Prince Claus Fund, uma organização internacional de cultura e desenvolvimento sediada em Amsterdã.

## Trabalho filosófico
As influências filosóficas de Hountondji incluem dois de seus professores em Paris, Louis Althusser e Jacques Derrida. Sua reputação baseia-se principalmente em seu trabalho crítico sobre a natureza da filosofia africana. Seu foco principal tem sido a etnofilosofia de escritores como Placide Tempels e Alexis Kagame. Hountondji argumenta que tal abordagem confunde os métodos da antropologia com os da filosofia, produzindo "uma disciplina híbrida sem um status reconhecível no mundo da teoria".
Parte do problema decorre do fato de que a etnofilosofia é em grande parte uma resposta às visões ocidentais do pensamento africano; esse papel polêmico trabalha contra sua validade filosófica. Sua abordagem alargou-se um pouco nos trabalhos posteriores; ele ainda rejeita a etnofilosofia como uma genuína disciplina filosófica, mas direcionou-se para uma síntese do pensamento tradicional africano e do método filosófico rigoroso.

## Morte
Morreu, em 2 de fevereiro de 2024, em Cotonu. A notícia de sua mote foi confirmada pelo presidente da associação de jornalistas da Igreja Metodista Protestante do Benim (EPMB), já que era esperado, nesta data, na Assembleia Geral dos Leigos, na Igreja.

### Obras
- Sur la "philosophie africaine", Paris: Maspéro, 1976 — destaque na lista dos 100 melhores livros da África do século XX.[5]
  - publicado em inglês (trad. H. Evans & J. Rée) como African Philosophy: Myth and Reality, Bloomington, Indiana: Indiana University Press, 1983.
  - segunda edição da versão em inglês (com prefácio de Hountondji), 1997.
- "What can philosophy do?" Quest 1: 2, 1987, pp –
- "Tradition, Hindrance, or Inspiration?" Quest XIV, 2000, 1–2
- (Editor) Les Savoirs endogènes: pistes pour une recherche, Dakar: Editions du Codesria, 1994.
- Combat pour le sens; un itinéraire africain, Cotonou: Editions du Flamboyant, 1997.
- (Editor) Endogenous Knowledge: research trails, Dakar, Dakar: Editions du Codesria, 1997.
- (Editor) Economie et société au Bénin, Paris: Editions L'Harmattan, 2000.
- The Struggle for Meaning: Reflections on Philosophy, Culture and Democracy in Africa, Athens: Ohio University Press, 2002.
- "True and False Pluralism", ensaio de 1973, em Tejumola Olaniyan e Ato Quayson (editores), African Literature: An Anthology of Criticism and Theory, Oxford: Blackwell, 2007.

## Literatura adicional
- F. Abiola Irele, "Hountondji", em Robert L. Arrington (ed. ), A Companion to the Philosophers, Oxford: Blackwell, 2001. ISBN 0-631-22967-1.
- Tsenay Serequeberhan, The Hermeneutics of African Philosophy. Londres: Routledge. 1994. ISBN 0-415-90802-7.
- Dübgen, Franziska & Skupien, Stefan. (2019). Paulin Hountondji: African Philosophy as Critical Universalism. ISBN 10.1007/978-3-030-01995-2.